# Будри, Давид де
Давид Мара (фр. David Marat), позднее сменивший имя на Давид Иванович де Будри (фр. David de Boudry; 1756, Будри, княжество Невшатель — 23 сентября 1821, Санкт-Петербург, Российская империя) — швейцарский грамматист, профессор французской словесности в Царскосельском лицее, младший брат революционера Ж.-П. Марата.

## Биография
Сын Жана-Батиста Мара, бывшего капуцинского монаха с острова Сардиния. Получил образование в Женеве, где метил на место кальвинистского пастора.
В 1782 году участвовал в Женевской революции, пропагандируя демократические взгляды.
Однако после неудачного восстания уехал в Россию, где в 1784 году поступил в услужение к Василию Петровичу Салтыкову в качестве наставника его сыновей Сергея и Михаила.
В России учителя-швейцарцы вошли в моду на волне руссоизма и увлечения «Новой Элоизой»; из их числа наиболее известен воспитатель наследника престола по имени Лагарп. Во время Французской революции Екатерина II дозволила брату революционера сменить крамольную фамилию на название той деревни, откуда он был родом.
В соответствии с указом Екатерины II от 8 февраля 1793 г. Давид в числе прочих французов, проживающих в России, под присягой отрёкся от «правил безбожных и возмутительных, в земле их ныне исповедуемых».
После Салтыкова де Будри состоял в услужении у богатого промышленника Афанасия Николаевича Гончарова, деда Натальи Гончаровой. Он занимался воспитанием отца последней, Николая. Вместе с французом Пишо он купил у Гончаровых позументную фабрику под Петербургом и пригласил для её развития ткачей из Лиона.
В связи с гонениями Павла I на предметы роскоши фабрика Будри была закрыта, а сам он был вынужден поступить на казённую службу, на которой при покровительстве Марии Фёдоровны достиг чина коллежского асессора. Преподавал французский язык в Екатерининском институте и в Царскосельском лицее. Подготовил и издал французскую грамматику в двух частях.
В книге Ю. Тынянова «Пушкин» старик де Будри изображён прихлёбывающим фронтиниак и втайне испытывающим гордость за брата. Сам Пушкин писал о нём (в заметках из цикла Table-Talk):

Несмотря на своё родство, демократические мысли, замасленный жилет и вообще наружность, напоминавшую якобинца, [он] был на своих коротеньких ножках очень ловкий придворный.
Де Будри имел двух дочерей: Марию от первого брака (1793) с дочерью армейского капитана Марией Тимофеевной Лобковой, а от второго брака с придворной кружевницей Анной Семёновной Килимчиновой — Олимпиаду (1802-58), в замужестве Жакмон (Jacquesmond).

## Награды
- 1814 — орден св. Владимира 4-го класса
- 1817 — орден св. Анны 2-го класса